# Pierre Njanka
Pierre Djaka Njanka-Beyaka (Douala, 1975. március 15. –) kameruni labdarúgóhátvéd.
A kameruni válogatott színeiben részt vett az 1998-as és a 2002-es labdarúgó-világbajnokságon, illetve a 2001-es és a 2003-as konföderációs kupán.